# BMC 수의학 연구
BMC 수의학 연구(BMC Veterinary Research)는 동료 검토(peer-review)를 거친 오픈 액세스 수의학 및 의학 저널 로 2005년 바이오메드 센트럴(BMC) 에서 발행되었다. BMC 저널 시리즈의 일부인 이 책은 역학, 가축, 농장 및 야생 동물의 질병 상태에 대한 역학, 진단, 예방 및 치료뿐만 아니라 기초가 되는 생물 의학 분야와 그들의 건강관련 내용을 포함하여 수의학과 의학의 모든 측면을 포괄하는 광범위한 분야를 다루고 있다.

## 색인
BMC 수의학연구 저널은 PubMed, MEDLINE, CAS, EMBASE, Scopus, Current Contents, CABI 및 Web of Science 등에 등록, 색인되어있다. 저널 인용 보고서(Journal Citation Reports) 에 따르면 2022년 2년 피인용지수(IF)는 2.6이다.